# Paus (musikalbum)
Paus är Paus självbetitlade debutalbum, utgivet den 1 maj 1998 på skivbolaget RCA Victor. Från skivan släpptes singlarna Leia och Chock.

## Låtlista
Alla låtar är skrivna av Joakim Berg och Peter Svensson.
1. "Ett undantag för vem som helst" - 3:45
2. "Smeknamn" - 4:35
3. "Mitt samvete din hämnd" - 4:!2
4. "Amerikana" - 4:28
5. "Snöängel" - 4:50
6. "Fotografi" - 4:05
7. "Sårbar (jag önskar jag var)" - 5:21
8. "Leia" - 5:01
9. "En lögn" - 3:49
10. "Chock" - 6:35

## Personal
- Bengt Lagerberg - trummor, maracas, tamburin
- Gunnar Frick - steel guitar
- Ivan Bakran - orgel
- Joakim Berg - medverkande musiker
- Peter Svensson - producent, medverkande musiker
- Sebastian Hankers- dubbelbas

## Listplaceringar
| Lista (1998) | Topplacering |
| ------------ | ------------ |
| Sverige      | 42           |

### Fotnoter
1. 1 2  ”Paus”. Discogs.com. http://www.discogs.com/Paus-Paus/release/1390332. Läst 3 februari 2012.
2. ↑  ”Paus”. Svensk mediedatabas. http://smdb.kb.se/catalog/search?q=paus+typ%3Afonogram&sort=OLDEST. Läst 3 februari 2012.
3. ↑  Placeringar på den svenska albumlistan